# John Hastings
John Hastings, född 1927, är en engelsk kompositör som komponerade "Sea Fury", som användes i den svenska filmen Åsa-Nisse flyger i luften (1956), och "Daring Enterprise" som användes i Åsa-Nisse bland grevar och baroner (1961).

## Filmmusik
- 1956 – Åsa-Nisse flyger i luften
- 1961 – Åsa-Nisse bland grevar och baroner